# Wasserverteilungssystem
Die Verteilung von Brauch- und Trinkwasser erfolgt zumeist in einem fest installierten Wasserverteilungssystem. Dieses umfasst Einrichtungen zur Speicherung, Drucksteigerung, Verteilung, Mengenmessung und Entnahme. Eventuell sind vor der Einspeisung in das Wasserverteilungssystem Maßnahmen zur Wasseraufbereitung erforderlich. Ein Verteilungssystem muss derart beschaffen sein, dass die erforderliche Menge in der notwendigen Qualität und dem richtigen Druck zur Verfügung steht.
Systematisch organisiert wurde die flächendeckende Versorgung mit sauberem Trinkwasser ab der zweiten Hälfte des 19. Jahrhunderts mit Wassertürmen und an diesen angeschlossenen Leitungen, mit denen ausreichende Wassermengen und der erforderliche Druck bereitgestellt werden konnten.

## Installationen für Trink-, Regen- und Löschwasser
In Deutschland sind für die Verteilung von Trinkwasser die Anforderungen an das Verteilungssystem durch die Arbeitsblätter des DVGW e. V. festgelegt. Im Allgemeinen wird der kommunale Trinkwasserbedarf unter Berücksichtigung des Feuerlöschfalls berechnet, da das öffentliche Trinkwassernetz fast ausschließlich auch der zentralen Löschwasserversorgung von Städten oder Gemeinden dient.
Gemäß § 17 Absatz 2 der Trinkwasserverordnung sind in Deutschland die Leitungen für Trinkwasser und Regenwasser dauerhaft farblich unterschiedlich zu kennzeichnen. Regenwassernutzungsanlagen dürfen nicht direkt mit der Hausinstallation verbunden werden.

## Elemente der Wasserverteilung

### Speicherung
Zur Speicherung von Wasser in Verteilungssystemen können verschiedene Wasserspeicherformen eingesetzt werden, die sich bezüglich ihrer Lage im Netz und ihrer Bauform voneinander unterscheiden können.

### Pumpwerke und Druckerhöhungsanlagen
Pumpwerke dienen zur Wasserförderung. Diese können entweder in das Netz direkt oder in Behälter fördern, andererseits der Drucksteigerung dienen. Als Pumpen kommen üblicherweise Kreiselpumpen zum Einsatz. Kolbenpumpen sind als historisch anzusehen. Kreiselpumpen können mit konstanter Drehzahl oder drehzahlvariabel betrieben werden. Größere Pumpwerke besitzen meist mehrere Pumpen, die in zwei Formen angeordnet sein können:
- parallel geschaltete Pumpen erhöhen die Fördermenge,
- in Reihe geschaltete Pumpen erhöhen den Druck und somit die Förderhöhe.

Zur Steuerung der Pumpen kommen folgende Methoden zum Einsatz:
- Zweipunktregelung nach dem Wasserstand in einem Hochbehälter,
- Regelungen unter Berücksichtigung des Drucks im Versorgungsnetz (Ein/Aus von Pumpen, Änderung der Drehzahl).

Zur Vermeidung von Druckstößen im Rohrnetz sind entweder Windkessel (geschlossene Behälter, in denen Druckstöße durch ein Luftvolumen abgepuffert werden) oder geeignete Anfahrstrategien drehzahlgeregelter Pumpen erforderlich. Falls der Versorgungsdruck des Netzes vor Ort nicht ausreicht, kann an und in den Gebäuden durch entsprechende Druckerhöhungsanlagen (DEA) der benötigte Druck zur Versorgung aller Geschosse erzeugt werden.

### Druckrohrleitungen

#### Leitungsmaterialien
Als Leitungsmaterialien kommen im Trinkwasser Gusseisen, Stahl und verschiedene Kunststoffe zum Beispiel Polyethylen, meist PEHD, Polyethylen hoher Dichte oder Polyvinylchlorid zum Einsatz. Bleirohre werden seit 1973 wegen der Giftwirkung nicht mehr verwendet und sind nahezu komplett aus den Netzen entfernt worden. In wenigen Fällen liegen noch Hausanschlussleitungen als Bleileitungen vor, jedoch mussten diese bis 2013 ersetzt worden sein, um den ab 1. Dezember 2013 gültigen Grenzwert für Blei nach Trinkwasserverordnung einzuhalten. Asbestzementrohre werden unter strengen Auflagen wieder ausgebaut, da ein hohes Lungenkrebsrisiko von Asbestfasern, die durch die Atmung aufgenommen werden, besteht. Nach Studien der WHO besteht im Allgemeinen kein gesundheitliches Risiko durch Asbestfasern im Trinkwasser, da Asbestfasern nur bei einer Aufnahme über die Atemwege ein Gesundheitsrisiko darstellen. Eine Aufnahme von Asbestfasern aus dem Trinkwasser über die Luft erfordert sehr hohe Asbestkonzentrationen im Wasser, die nach Untersuchungen des DVGW, zumindest in deutschen Trinkwässern unwahrscheinlich sind.

#### Versorgungsdruck
Für Trinkwasser sollte im kommunalen Bereich der Druck im Schwerpunkt einer Druckzone 6 bar betragen. Gleichzeitig sollte an der am ungünstigsten gelegenen Entnahmestelle im Verteilungsnetz ein Mindestdruck von 1 bar gegeben sein. In der Regel liegt der höchste Ruhedruck bei 8 bar und die Auslegung erfolgt für einen höchsten Systemdruck von 10 bar. Die Differenz von 2 bar dient als Schutz vor Druckstößen. Für Gebäude sind, abhängig von der Geschosszahl, bestimmte Mindestdrücke an der Übergabestelle zum Verbraucher vorgeschrieben. Diese Vorgaben sind für neu zu errichtende und bestehende Netze unterschiedlich. Üblicherweise sollte am Hausanschluss der Druck mindestens 2 bar (EG) zuzüglich 0,5 bar pro Obergeschoss betragen. Für höhere Gebäude müssen gegebenenfalls Hausdruckerhöhungsanlagen vorgesehen werden. Verteilungssysteme ohne direkte Verbraucher können auch mit Druckwerten über 10 bar betrieben werden, jedoch sollte bei der Wasserübergabe an den Kunden der Druck wieder entsprechend reduziert werden.

#### Fließgeschwindigkeit
Die Durchflussgeschwindigkeit sollte derart gewählt werden, dass einerseits die Druckverluste gering bleiben (geringe Geschwindigkeit) und andererseits die Aufenthaltszeit nicht zu groß wird (Wiederverkeimung, Temperaturerhöhung, Geschmacksbeeinträchtigung). Das Regelwerk des DVGW nennt als Richtwert für einen mittleren Stundendurchfluss größer oder gleich 0,005 m/s (432 m/d) vor.

#### Rohrleitungsbau
Die Rohre können entweder mit Schweißnähten oder mit Formstücken zu Rohrleitungen verbunden sein. Zur Verlegung können offene Gräben (Künetten), Stollen oder der unterirdische Rohrvortrieb durch Pressen oder Einspülen im Untergrund zum Einsatz kommen. Erdverlegte Rohrleitungen sind ordnungsgemäß in Sand zu betten, um eine Beschädigung zu vermeiden.

### Freispiegelkanäle
Der Wassertransport kann auch in Kanälen mit freiem Wasserspiegel erfolgen. Gegebenenfalls sind dabei Aquädukte erforderlich. Große Wassertransportleitungen mittels Freispiegelkanälen werden jedoch auch durch Düker, das sind unter Druck stehende Rohrleitungen zur Querung von Tälern, ergänzt.

### Armaturen und Wassermesseinrichtungen
Im Zuge des Leitungsnetzes sind Schieber, Rückschlagklappen, Rückflussverhinderer, Druckbegrenzer, Entleerungseinrichtungen, Hydranten, Entnahmenventile, Druckmessgeräte und Hausanschlüsse mit Wasserhauseinführung und Wasserzähler nach Notwendigkeit erforderlich.

## Netzformen
Es existieren zwei grundlegende Netzformen: Verästelungsnetze und vermaschte Netze.
Verästelungsnetze sind Verteilungsnetze, die eine baumartige Struktur aufweisen. Diese Netzform hat den Vorteil eindeutiger Fließverhältnisse und eines geringeren Bauaufwands als vermaschte Netze. Der Nachteil liegt in der hohen Störanfälligkeit des Systems, da bei einer Betriebsunterbrechung alle nachgelagerten Netzteile nicht mehr versorgt werden können. Fernleitungsnetze und Ortsnetzteile in Randgebieten sind oft als Verästelungsnetz ausgeführt. Weitere Beispiele sind die Kaltwasserverteilungssysteme in Hausinstallationen.
Vermaschte Netze bestehen aus miteinander vernetzten Einzelsträngen. Vorteilhaft ist dabei die hohe Versorgungssicherheit bei Betriebsstörungen und bei Spitzenlasten wie der Löschwasserentnahme. Die Nachteile dieser Netzform sind die im Gegensatz zu Verästelungsnetzen höhere Baukosten und unklare Fließverhältnisse. Diese Netzform wird für die meisten Ortsnetze genutzt. Eine Sonderform sind Ringleitungsnetze; in diesen wird versucht, in den das Verteilungsnetz umfassenden Ringleitungen eine eindeutige Fließrichtung herzustellen. Dazu werden beispielsweise einen Ortsbereich umfassende Transportleitungen oder seltener Einbauten wie Rückschlagklappen genutzt.